# Gajówka Bór Kunowski
Gajówka Bór Kunowski – osada leśna wsi Bór Kunowski w Polsce, położona w województwie świętokrzyskim, w powiecie starachowickim, w gminie Brody.
W latach 1975–1998 osada administracyjnie należała do województwa kieleckiego.